# 故宫博物院
故宮博物院，又稱北京故宮，是位于中华人民共和国北京紫禁城内的博物館。民國元年（1912年）清帝溥仪退位後仍居於宮內。至民國十三年（1924年）十一月五日，黃郛攝政內閣公布修正清室優待條件第五條，廢除皇帝尊號，並將溥儀驅逐出宮。政府代表李煜瀛、京師警衛司令鹿鍾麟、警察總監張璧，於六日接管皇宮，封存文物。後經攝政內閣核准，經一年之整理，故宮博物院於民國十四年國慶節（1925年10月10日）正式成立開幕。它位于北京中轴线的中心，佔地面积72万平方米，建筑面积约15万平方米；始建于明成祖朱棣永乐四年（1406年），永乐十八年（1420年）落成；藏品也主要是以明、清两代皇宫及其收藏为基础。2012年单日最高客流量突破18万人次，全年客流量突破1500万人次，可以说是世界上接待游客最繁忙的博物馆。

## 历史

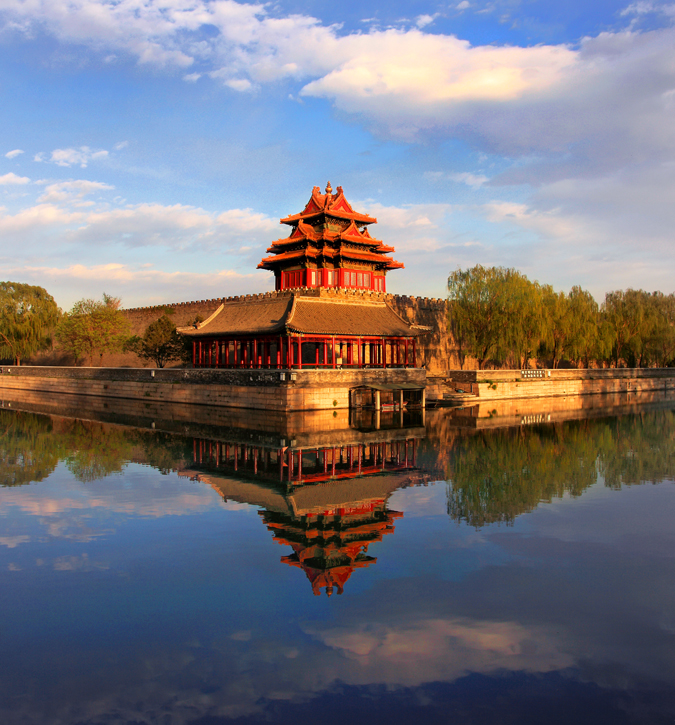
夕阳下的北京故宫角楼

1924年10月，西北系軍閥冯玉祥率部下胡景翼、孫岳在北京發動甲子政变（又稱北京政變），推翻曹錕，11月5日廢溥仪的皇帝頭銜，并将其逐出紫禁城。李石曾先生当即建议设立清室古物保管委员会，及清室善后委员会，并于1925年10月10日正式成立故宫博物院。故宫博物院成立之前，逊帝溥仪早已将1200余件书画精品、古籍善本和大量珍宝运出宫。
1933年华北形势突变，于是国民政府命令：故宫南迁文物。当时共计13491箱，部分文物南迁后，北平故宫本院也留有相当多的珍品。后来又因八年抗战，日本入侵南京，故宮文物再向西迁，分為北、中、南三路经火車和水運。經三年多至四川。後抗戰勝利，故宮文物又再度運回南京。1948年到1949年，国民政府将文物运往台湾本島保存，因战争形势突变只运了三次，其中第三次拟搬运1700箱，由于运输舰舱位余地有限，加之仅有24小时装船时间，结果只运出972箱，另728箱也留在了大陆；但運至臺灣的文物皆為精挑細選的文物，所以意義仍十分重大。1万多箱南迁文物中总共运臺2972箱，占南迁箱件数的22%。期间南京中央政府曾下令故宫博物院院长马衡选择留平文物菁华装箱，分批经火车运至南京，马院长以各种理由推延装箱，后来一箱也未运走。四散中國各地的古物已在1970年代以後陸續運回故宫博物院，但仍有台北國立故宫博物院、沈阳故宫博物院、南京博物院、重慶博物館等機構收藏保存清代故宮文物。
1965年11月12日，中華民國政府在臺灣臺北市士林区外雙溪恢復設置国立故宮博物院，以存放在臺灣的2972箱文物。为与北京故宫博物院区分，通称为“台北國立故宫博物院”，简称“台北故宫”。

### 大事记

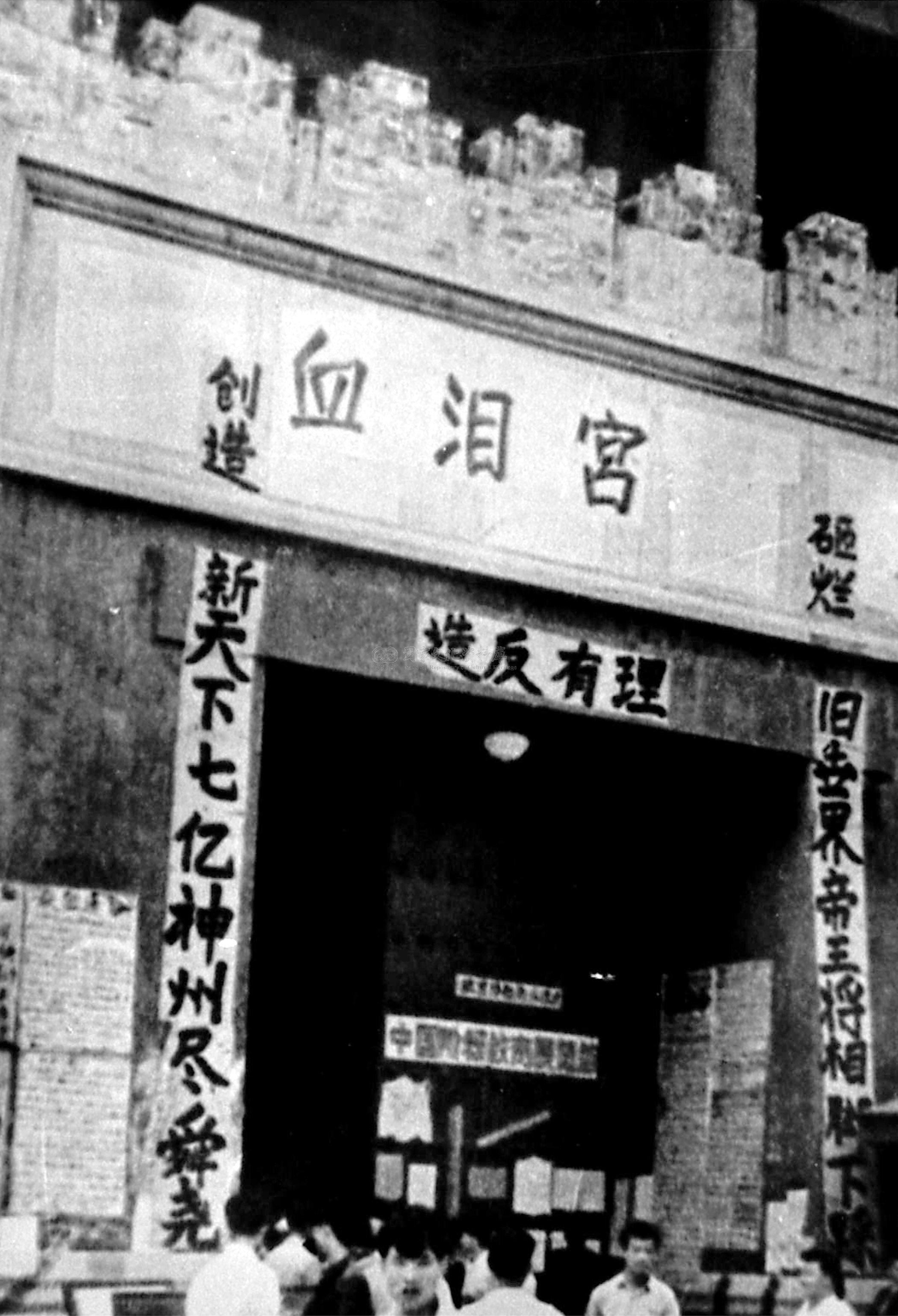
文革期間被紅衛兵改名為「血淚宮」的故宮博物院

- 1911年，辛亥革命爆发，清帝退位後，建立中華民國。但按照与中華民国签订的《清室优待条件》，仍然居住于紫禁城内。后，于外廷成立「古物陈列所」。
- 1924年10月，冯玉祥发动北京政变，11月5日，驱逐清帝溥仪。溥仪在离开紫禁城之前已经开始有计划的偷运故宫文物，截至他离开紫禁城，共计将1300余件书画精品和大量古籍善本及珍宝盗运出宫。迄今为止，散佚书画有三分之二归藏大陆各博物馆，其中约370件回到北京故宫。[5]:69
- 1924年底至1930年，进行第一次文物清点工作[6]，清室善后委员会逐宫逐殿地清点清宫藏品，出版《故宫物品点查报告》28册，当时据统计文物数是117万余件套。[7]
- 1925年6月29日，國民政府委員會委員經亨頤提議籌組逆產處理委員會，計畫變賣故宮。後於1928年7月25日成立，但因輿論反彈于12月5日正式裁撤。
- 1925年9月，李石曾建议政府设立清室古物保管委员会及清室善后委员会。均由他任委员长。“清室善后委员会”制定了“故宫博物院临时组织大纲”及“故宫博物院临时董事会组织章程”。於中華民國十四年國慶日（1925年10月10日）正式成立「故宫博物院」。
- 1928年，日本留學派經亨頤又提案廢除故宮博物院，並提議改名為“廢宫奢侈品陳列所”，將所藏文物全數變賣，並在南京另建“国立中央博物院”，後來在古物保管委員會委員長張繼的反對下，使前兩項計畫無法成功。
- 1933年，故宫博物院文物南迁，以躲避日本侵略。之后经过多次迁移，到过上海，南京，安顺、重庆、乐山、峨眉等地。
- 1948年，抗日战争胜利后，南迁文物运抵南京。
- 1948年3月，古物陈列所归并入国立北平故宫博物院，实现易培基提出的“完整故宫保管计划”。
- 1948年，中華民國政府將2972箱国立北平故宫博物院南運文物轉運臺灣，占故宫南迁文物总箱数的五分之一，最後於台北復院。剩余11178箱故宫文物除2422箱留在南京外，其余都在五十年代重返北京故宫[5]:53-60。
- 1949年1月31日，解放軍擊敗留守國軍攻入北平。同年10月1日中华人民共和国成立。不久，国立北平故宫博物院原址更名为「故宮博物院」。
- 1950年代到1960年代，陆续有人提出故宫改建计划，后因种种原因搁置。
- 1954年至1965年，故宫南迁文物于1950年起分批北返后，进行第二次文物清点工作。第二次文物清点工作于1954年至1965年分两阶段进行，第一段为1954年至1960年[6]。第二段文物清理结束后，经过账、单、物“三核对”的文物共1052653件。[7]
- 1961年3月4日，经国务院批准，北京故宫入选第一批全国重点文物保护单位。
- 1966年至1971年，因文化大革命，中央命令故宫閉館，免受破壞。
- 1978年至1987年，进行第三次文物清点工作。[7]
- 1987年，北京故宫被联合国教科文组织列入世界遗产名录。
- 1990年和1997年，故宫先后建成一、二期地库，原存放在地上库房的约60万件藏品先后搬到地下库房。[6]
- 1991年至2001年，进行第四次文物清点工作。[6]此次清点是故宫将60%的文物移入了地库中保存后，进行整理鉴别、分类建库等工作。[7]
- 2002年10月10日，根据《文化部关于变更故宫博物院隶属关系的通知》，故宫博物院划转中华人民共和国文化部管理，调整为文化部直属的相当于正局级的事业单位，院长由文化部副部长兼任或由副部级干部担任[1]。
- 2004年到2010年，进行第五次文物清点工作。此次清理将宫廷遗存大部分纳入了文物范围。[7]
- 2005年，故宫博物院历史上最大规模维修工程开始。武英殿、太和殿、午门等建筑在随后几年中得到修缮，倦勤斋室内装饰陈设得以恢复。并在新设立的展览空间陆续举办盛世文治展、故宫藏历代书画展、中比绘画五百年展、天府永藏展、宫阙述往展、明永乐宣德艺术展、蘭亭大展等展览。
- 2005年，故宫博物院开始全面采用数字摄影技术，至2008年完成了绝大部分一级品文物的影像采集，并启动了二级文物的基础影像采集工作。到2020年故宫博物院共拍摄文物总计62.8万余件，目前在库136.3万余张文物影像，共完成各种视频素材拍摄48.5万余分钟。[7]
- 2007年5月8日，故宫博物院被国家旅游局批准为首批国家5A级旅游景区。
- 2011年1月26日，经过七年清理核对，故宫博物院宣布完成第五次文物清点工作，公布了迄今最新最准确的藏品数量：藏品总量1807558件，其中珍贵文物1684490件、一般文物115491件、标本7577件。[8]
- 2011年5月8日，故宮博物院斋宫被小偷突破四道防線，成功偷去私營香港兩依藏博物館正在这里展出的7件藏品。故宮博物院为此公開道歉。此前，故宫博物院曾於1959至1987年失盗五次，都发生在故宮博物院珍宝馆。
- 2011年7月2日，故宫博物院开始实行单向参观路线，游客只能从南侧的午门进入，游览后由神武門离开故宫，但后来东华门亦被用作出口[9]。
- 2011年7月4日，故宮博物院古陶瓷檢測研究實驗室（设在延禧宫）科研人員在對一級（乙）文物南宋哥窯青釉葵瓣口盤進行無損分析測試時，因人為操作儀器失誤導致瓷盤破成六瓣，造成古物無法彌補損壞，價值連帶降級。[10][11]
- 2011年12月26日，故宫世界文化遗产监测中心在北京故宫博物院揭牌成立。[12]
- 2012年1月1日，故宮博物院和中国中央電視臺聯合製作的百集紀錄片《故宮100》在央視紀錄頻道首播，引起强烈反响。
- 2013年1月1日，故宫博物院公布首批18大类藏品目录，这在国内大型综合博物馆尚属首次。[13]
- 2013年4月16日，中华人民共和国国务院批准故宫博物院2012年酝酿提出的“平安故宫”工程立项。该工程的目的是全面提升故宫博物院文化遗产保护、展示传播、观众服务能力，实现对故宫的完整保护和故宫博物院可持续发展。该工程包括七个子项目：故宫博物院北院区建设、地下文物库房改造、基础设施改造、世界文化遗产监测、故宫安全防范新系统、院藏文物防震、院藏文物抢救性科技修复保护。[14]
- 2013年5月4日，一名觀眾擊碎翊坤宮正殿原狀陳列室櫥窗玻璃，使一座清代銅鍍金轉花水法人打鐘跌落，扭曲受損。
- 2013年7月1日，国际博物馆协会国际博物馆培训中心成立仪式在故宫博物院举行。这是国际博物馆协会（总部设在法国巴黎）首个建在巴黎以外的分支机构。故宫博物院副院长宋纪蓉被任命为国际博物馆协会国际博物馆培训中心主任。该培训中心每年将对世界范围内特别是亚太地区的博物馆专业人员举办两期培训班。[15][16][17]
- 2013年11月4日，故宫博物院与北京市东城区合作创办的故宫学院在南河沿大街19号的北京国际职业教育学校总部校区举行成立典礼。[18]
- 2014年，故宫博物院启动藏品三年普查清理，延续和深化第五次文物清理工作，使故宫博物院文物总数达到1862690件（套）。[7]
- 2019年2月19日和20日（即農曆正月十五和十六），故宫博物院在這两天晚上举办「紫禁城上元之夜」元宵节灯会活动，这是故宫博物院94年来首次开放夜场参观[19]。
- 2022年12月30日，故宫博物院北院区项目开工。[20]

## 藏品
据1925年出版的《清室善后委员会点查报告》记载，有一百一十七万餘件宫廷遗留的文物，包括青铜器、玉器、书画、陶瓷、珐琅器、漆器、金银器、竹木牙角匏、金铜宗教造像、帝后妃嫔服饰、衣料和家具等。另外，还有大量图书、典籍、文献、档案等。
虽然清宫最精華旧藏文物于1948到1949年迁往臺北故宫，但通过收回溥仪私带出宫的珍品，接受民间捐赠，并轉往地下進行考古发掘，故宫博物院在1949年以后进一步丰富了馆藏，文物总数达到1862690件（套），其中珍贵文物1683336件、一般文物163969件、标本15385件，涵盖几乎整个古代中国文明发展史和几乎所有文物门类。这180万件（套）藏品分为231个类别，含15.6万件纸质文物，16万件青铜器，1.1万件金银器，1.9万件漆器，30.6万件陶瓷。截至2016年左右，包括故宫博物院在内的中国内地博物馆系统4510座博物馆共收藏珍贵文物401万件（套），故宫博物院的168万件珍贵文物占其中的42%，故宫博物院藏品数量居中国博物馆首位。

### 古书画
故宫博物院共藏有绘画、壁画、版画、书法、尺牍、碑帖约14万件，占世界公立博物馆所藏中国古代书画总量的四分之一左右:150。故宫书画馆设在武英殿内，每年春到秋季举办两到三期常设书画展。

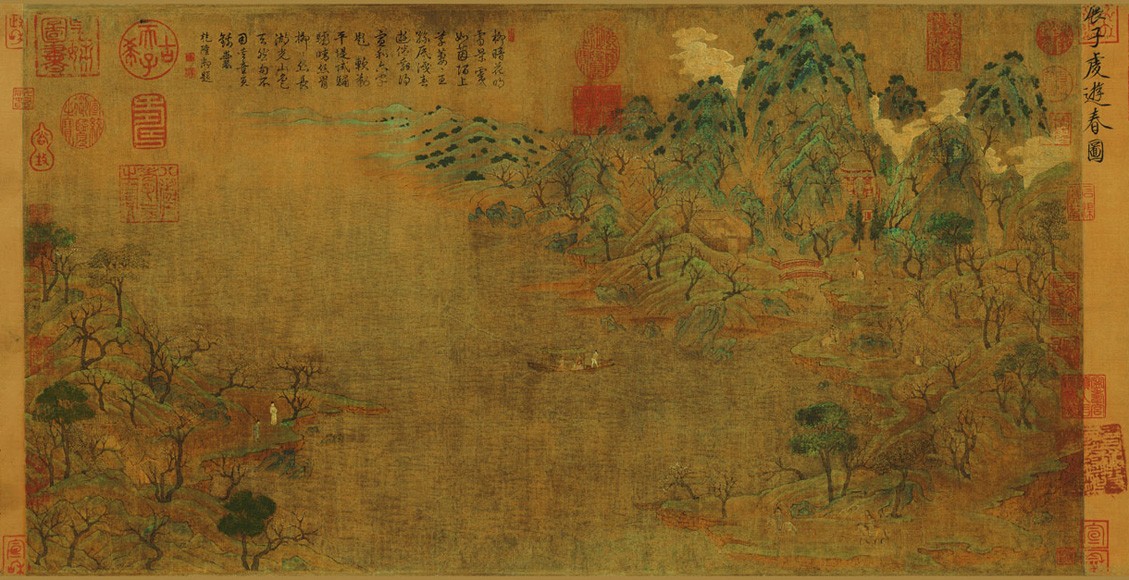
展子虔《游春图》卷

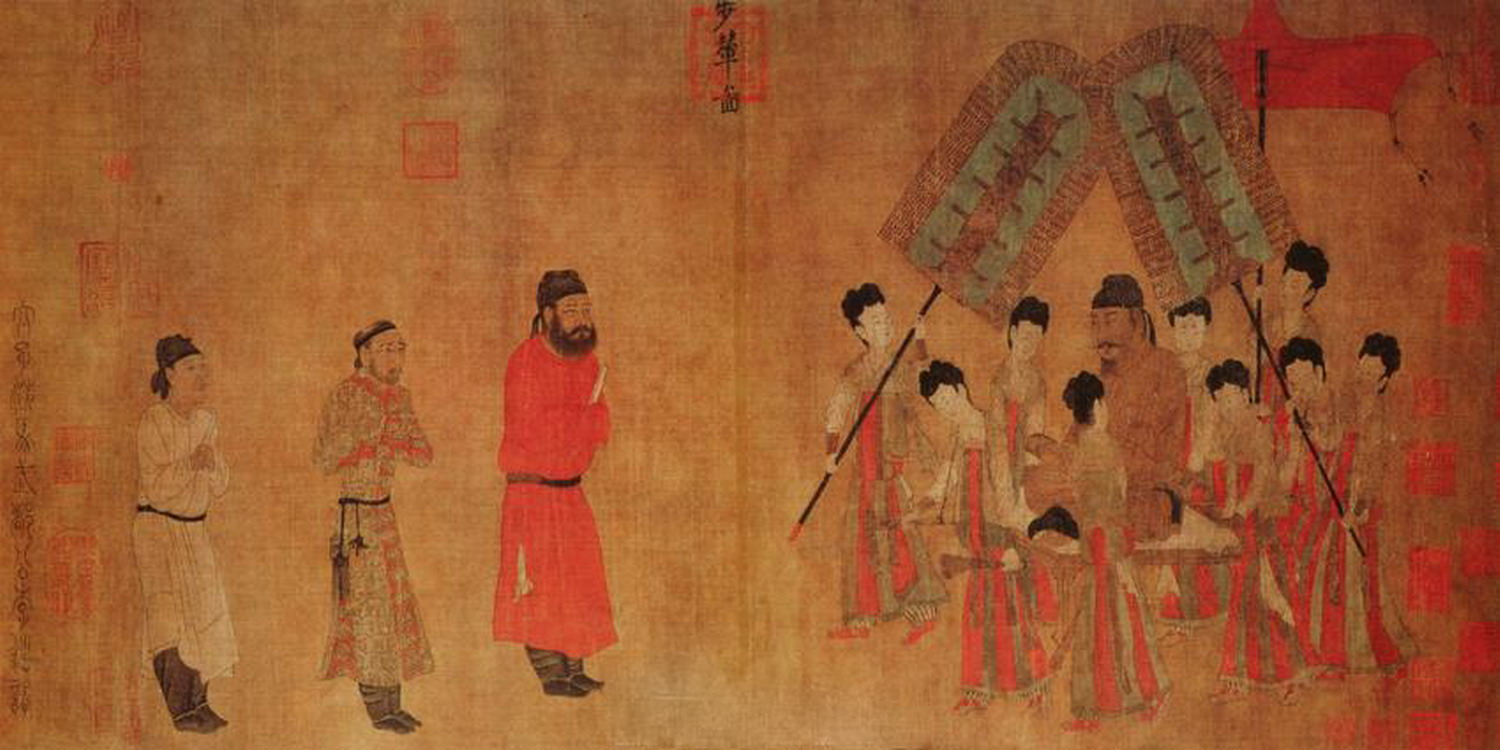
阎立本《步辇图》卷

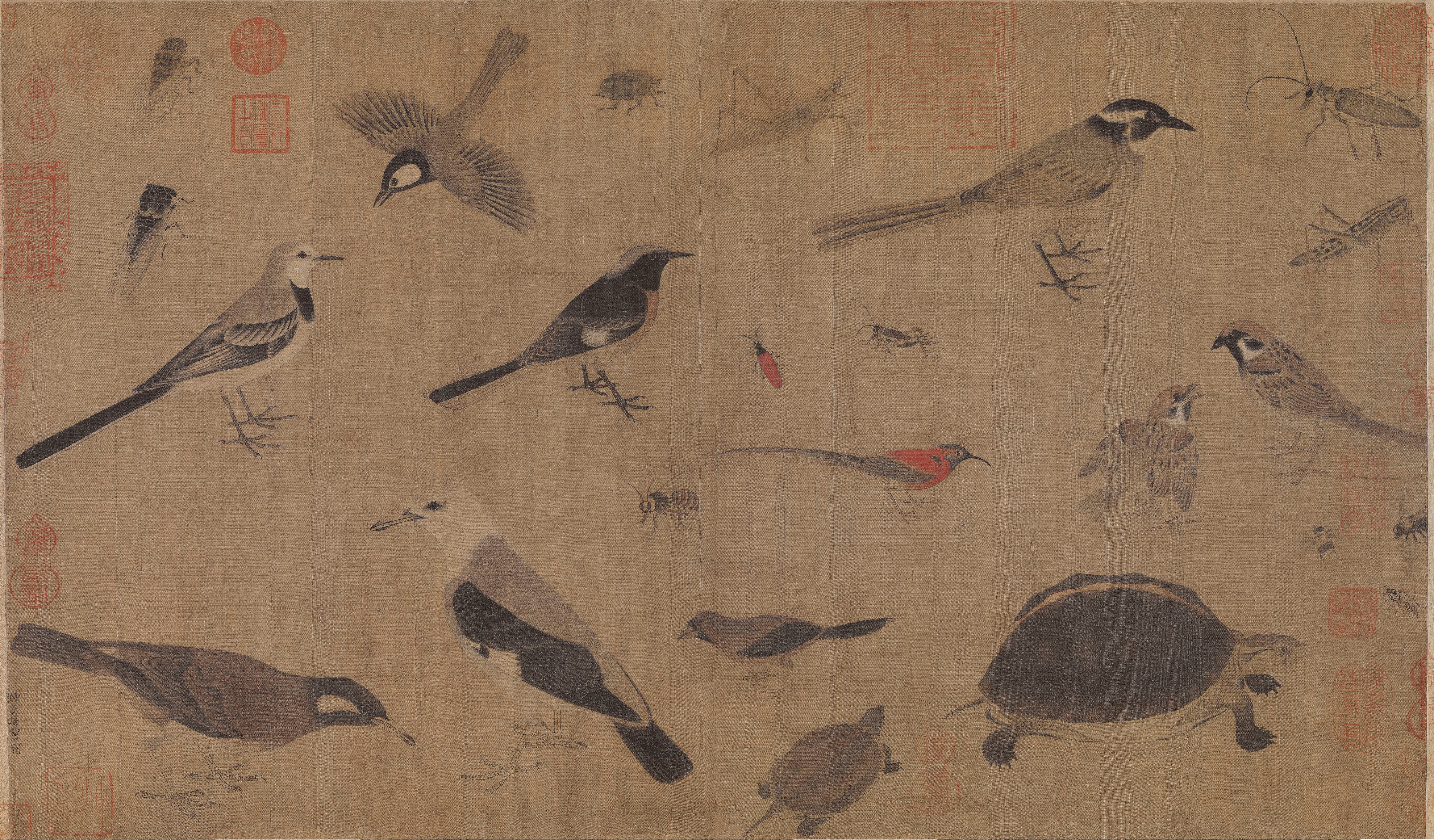
黄筌《写生珍禽图》卷

绘画：故宫博物院藏元代及以前绘画近420件，其中17件入选国家文物局《第二批禁止出国（境）展览文物目录（书画类）》。历代绘画精品如下：
- 东晋：顾恺之（传）《洛神赋图》卷和《列女图》卷  (皆摹)。

- 隋：展子虔《游春图》卷。

- 唐：阎立本《步辇图》卷 (宋摹本)、韩滉《五牛图》卷、周昉（传）《挥扇仕女图》卷、陆曜《六逸图》卷、唐人《宫苑图》卷。

- 五代：胡瓌《卓歇图》卷、黄荃《写生珍禽图》卷、周文矩（传）《重屏会棋图》卷和《文苑图》卷、董源《潇湘图》卷、卫贤《高士图》卷、顾闳中（传）《韩熙载夜宴图》卷、阮郜《阆苑女仙图》卷。

- 北宋：赵昌（传）《写生蛱蝶图》卷、崔白《寒雀图》卷、郭熙《窠石平远图》轴、王诜《渔村小雪图》卷、李公麟《临韦偃牧放图》卷、张择端《清明上河图》卷、王希孟《千里江山图》卷、梁师闵《芦汀密雪图》卷、祁序《江山牧放图》卷，宋徽宗赵佶创作或题款的《雪江归棹图》卷、《芙蓉锦鸡图》轴和《听琴图》轴。

- 南宋：李唐《采薇图》卷、米友仁《潇湘奇观图》卷、扬无咎《四梅图》卷、李迪《枫鹰雉鸡图》轴、马和之《后赤壁赋图》卷、赵芾《江山万里图》卷、赵伯驹《江山秋色图》卷、赵伯骕《万松金阙图》卷、刘松年《四景山水图》卷、李嵩《货郎图》卷、马远《水图》卷和《踏歌图》轴、夏圭《遥岑烟霭图》页、梁楷《秋柳双鸦图》页、马麟《层叠冰绡图》轴、陈居中《四羊图》页、陈容《墨龙图》卷、赵孟坚《墨兰图》卷、宋人《大傩图》卷、宋人《搜山图》卷、宋人《百花图》卷。

- 元：故宫博物院元代书画在国内外博物馆藏品中名列前茅，元代绘画仅纸绢类就有130多件，收藏数量和艺术品质都很惊人，几乎代表了元代画坛诸画科和各流派的艺术成就[5]:155。重要作品有：

赵孟頫《人骑图》卷、《秋郊饮马图》卷、《浴马图》卷、《水村图》卷、《幽篁戴胜图》卷、《秀石疏林图》卷和《赵氏一门三竹图》卷（与管道升、赵雍合绘）；
黄公望《天池石壁图》轴、《九峰雪霁图》轴和《丹崖玉树图》 轴，吴镇《渔父图》轴、《枯木竹石图》轴和《芦花寒雁图》轴，王蒙《夏日山居图》轴和《葛稚川移居图》轴，倪瓒《古木幽篁图》轴、《幽涧寒松图》轴、《秋亭嘉树图》轴和《杨竹西小像》卷（与王绎合绘）；
钱选《山居图》卷、李衎《竹石图》轴、高克恭《墨竹坡石图》轴、任仁发《张果见明皇图》卷、王振鹏《伯牙鼓琴图》卷、朱德润《秀野轩图》卷、曹知白《疏林幽岫图》轴、盛懋《秋江待渡图》轴、王渊《花竹锦鸡图》轴、柯九思《清閟阁墨竹图》轴、赵雍《挟弹游骑图》轴、王冕《墨梅图》卷（元五家合绘）、方从义《武夷放棹图》轴、顾安《幽篁秀石图》轴、周朗《杜秋图》卷、张逊《勾勒竹石图》卷。
- 明清：故宫博物院藏明清绘画数量大、门类全、精品多。具有广泛影响的著名画派和画家均有大批代表作品入藏，诸如明代的院体浙派、吴门画派、松江派、武林派、嘉兴派、青藤白阳、南陈北崔，清代的金陵画派、新安画派、四王吴恽、四僧、扬州八怪、海派等等。故宫博物院尤其在二十世纪五六十年代弥补了清宫旧藏的缺项，如扬州八怪、京江画派、改派和费派、海派、金陵八家、四僧、黄山派等。此外，清代宫廷绘画与地方画派冷门画家的作品也属故宫特色藏品。

精品海量，不胜枚举。仅选取被收入《中国文物定级图典（一级品·上卷）》、可以作为一级文物评定标准的明清绘画作品如下：王履《华山图》册、沈周《仿董巨山水图》轴、吕纪《桂菊山禽图》轴、唐寅《事茗图》卷、仇英《人物故事图》册、董其昌《高逸图》轴、王时敏《仙山楼阁图》轴、龚贤《溪山无尽图》卷、恽寿平《山水花鸟图》册、金农《人物山水图》册、罗聘《剑阁图》轴、任熊《姚大梅诗意图》册。
书法：故宫博物院藏元代及以前书法310件，其中11件入选国家文物局《第二批禁止出国（境）展览文物目录（书画类）》。历代书法精品有：

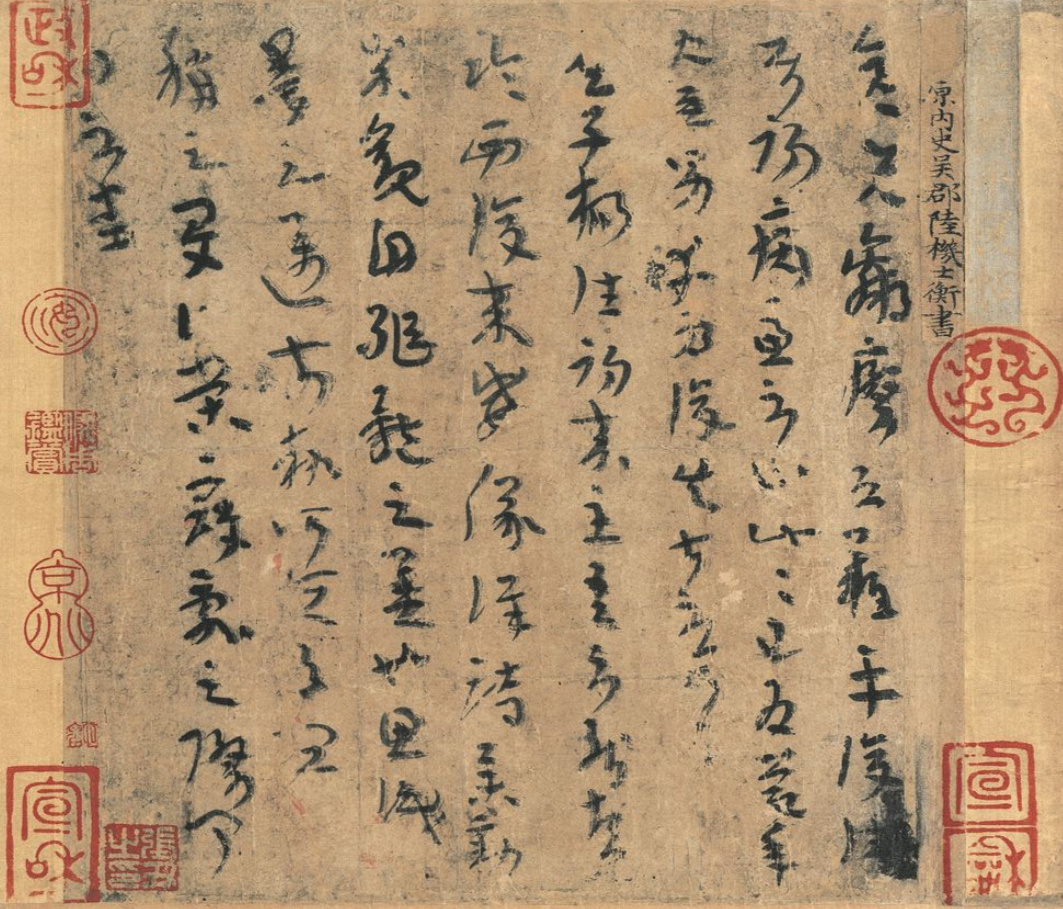
陆机《平复帖》卷

- 两晋南北朝：陆机《平复帖》卷，王献之《中秋帖》卷，王珣《伯远帖》卷，曹法寿《华严经卷》。

- 隋唐五代：隋人《出师颂》，冯承素摹王羲之《兰亭序》卷（神龙本），虞世南摹王羲之《兰亭序》卷（天历本），褚遂良临王羲之《兰亭序》卷（米芾诗题本），欧阳询《张翰帖》和《卜商读书帖》，国铨《善见律》卷，李白《上阳台帖》，杜牧《张好好诗》卷，杨凝式《夏热帖》卷和《神仙起居法帖》卷。

- 两宋：李建中《同年帖》页和《贵宅帖》页，林逋《自书诗》卷，范仲淹《道服赞》卷，欧阳修《灼艾帖》卷，蔡襄《自书诗》卷，文彦博《三帖卷》，苏轼《新岁展庆帖》卷和《人来得书帖》卷，黄庭坚《诸上座帖》卷，米芾《向太后挽词帖》页和《苕溪诗》卷，薛绍彭《大年帖》页，吴琚《寿父帖》页，吴说《门内帖》页，陆游《自书诗》卷，朱熹《城南唱和诗》卷，张即之《佛遗教经卷》，文天祥《上宏斋帖》卷。

- 元：故宫博物院元代法书收藏在国内外博物馆中名列前茅，比如赵孟頫的上碑墨迹存世仅11件，故宫博物院独占4件，而鲜于枢唯一楷书和邓文原唯一长卷亦存于此。重要藏品有：

赵孟頫《帝师胆巴碑》卷，鲜于枢《杜工部行次昭陵诗》卷和《道德经》卷，邓文原《急就章》卷，康里巎巎《谪龙说》卷，杨维桢《张南轩城南唱和诗》卷，周伯琦《朱德润墓志铭》卷，俞和《临定武褉帖》。
- 明清：明清书法收藏较为系统全面，帖学、碑学、台阁体、文人字、画家书的各个流派和代表书家皆有收藏，清代宫廷书法收藏独占优势。仅选取被收入《中国文物定级图典（一级品·上卷）》[25]、可以作为一级文物评定标准的明清书法作品如下：

宋克《急就章》卷，宋广《风入松词》轴，解缙《自书诗》卷，陈献章《大头虾说》轴，祝允明《歌风台诗》卷，文徵明《十札册》，王守仁《龙江留别诗》，董其昌《浚路马湖记》卷，傅山《草书孟诗》卷。

### 陶瓷

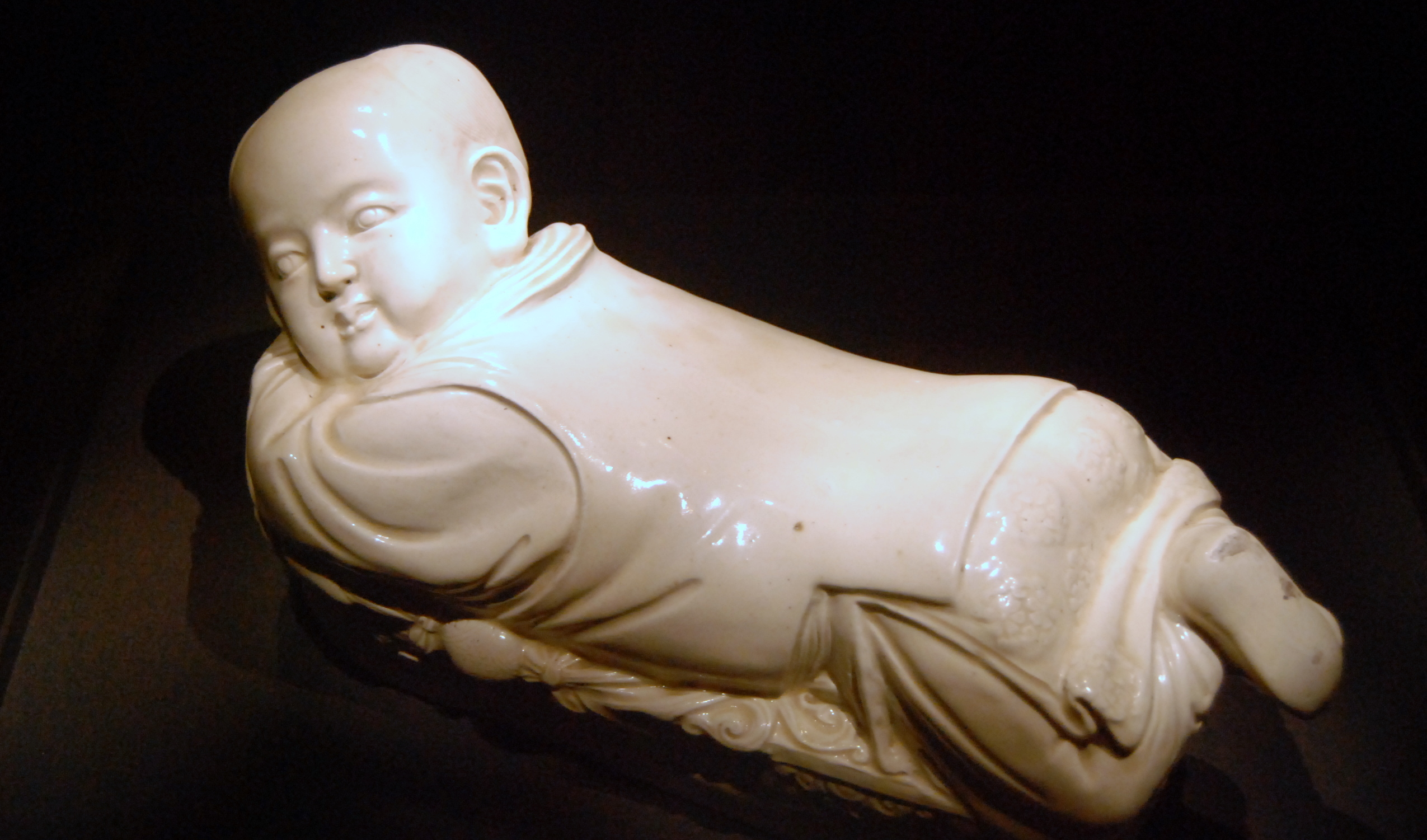
孩儿枕

共计收藏有35万件，一级品1100多件，二级品约5.6万件，从全国110多个窑口所采集的3万余片陶瓷标本。以及新石器时代彩陶、三国两晋南北朝隋唐五代瓷器、清代嘉庆至宣统官窑瓷器、历代民窑瓷器以及古陶瓷窑址标本等均有丰富的收藏。
著名的有：
- 宋 汝窑三足樽、哥窑鱼耳炉、官窑弦纹瓶、钧窑月白釉出戟尊、龙泉窑青釉凤耳瓶、定窑孩儿枕.
- 元 蓝釉白龙纹盘.
- 明 青花压手杯、青花梵文出戟盖罐、鬥彩鸡缸杯、黄釉描金双兽耳罐、五彩镂空云凤纹瓶.
- 清 紫红地珐琅彩缠枝莲纹瓶、珐琅彩雉鸡牡丹纹碗、各色釉彩大瓶.

### 青铜器
馆藏历代铜器1.5万余件，其中先秦青铜器约1万件，有铭文的1600余件，是国内外收藏中国青铜器数量最多的博物馆。另外有历代货币1万余枚、铜镜4000面、印押1万余件。著名的有西周师旂鼎、春秋能原鎛。

### 工艺类藏品
收藏有玉器28461件。漆器、珐琅、玻璃、金银器、竹木牙角雕刻，以及笔墨纸砚等，共计101355件。此外，还收藏盆景1442件，匏器590件。著名的有：“大禹治水”玉山。

### 宫廷类文物
从代表皇权的典制文物到皇家日常生活用品文物，无所不藏。例如清代玉玺“二十五宝”；反映清代科技发展水平以及中外文化交流的天文仪器、钟表等；并且还收藏有大量萨满教与藏传佛教的法器、祭器、造像、唐卡等，还完整地保存了宫廷中一些藏传佛教及道教殿堂的原状。

### 图书典籍
收藏有存数量不多的宋元版书（多已调拨给中国国家图书馆）；现存的明清抄、刻本，品种、数量众多，包括内府修书馆的稿本，呈请皇帝御览、待刻之书的定本，从未发刻的清代满、蒙、汉文典籍，便于皇帝阅览的各式书册，以及为宫内外殿堂陈设而特制的各种赏玩性书册。此外还有翰林学士、词臣自撰的未刊行书籍，各地藏书家进呈之书；一大批宫中戏本和档案；帝后服饰和器物小样、“样式雷”建筑图样（燙樣）、舆图等特藏文献，等等，以上共约19.5万册（件）。另有20余万块精美的武英殿“殿本”的原刻书版。

## 展馆
紫禁城内及端门的展馆有：

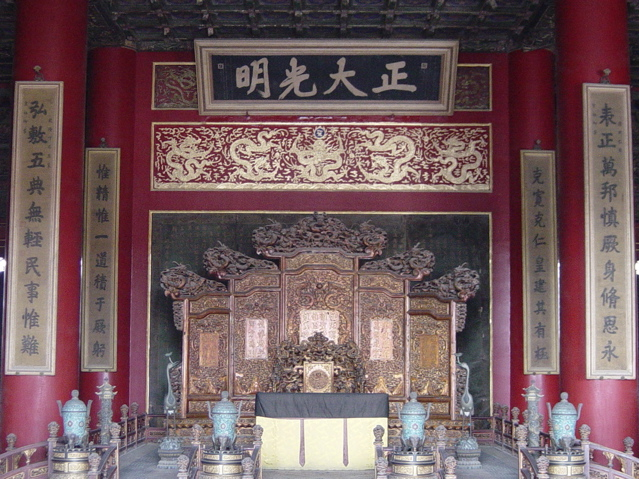
乾清宫内部

- 宫廷原状陈列：太和殿、中和殿、保和殿、乾清宫、交泰殿、坤宁宫、养心殿（包括后寝殿、体顺堂、东围房）、太极殿（包括体元殿）、长春宫、翊坤宫（包括体和殿）、储秀宫（包括丽景轩）、咸福宫（包括同道堂）、咸若馆、寿康宫（包括后殿）、文渊阁、皇极殿、宁寿宫（部分）。
- 专馆：
  - 故宫博物院书画馆：文华殿区（文华殿、主敬殿、本仁殿、集义殿）铜镀金冠架钟，清宫造办处制造，清乾隆，钟表馆陈列

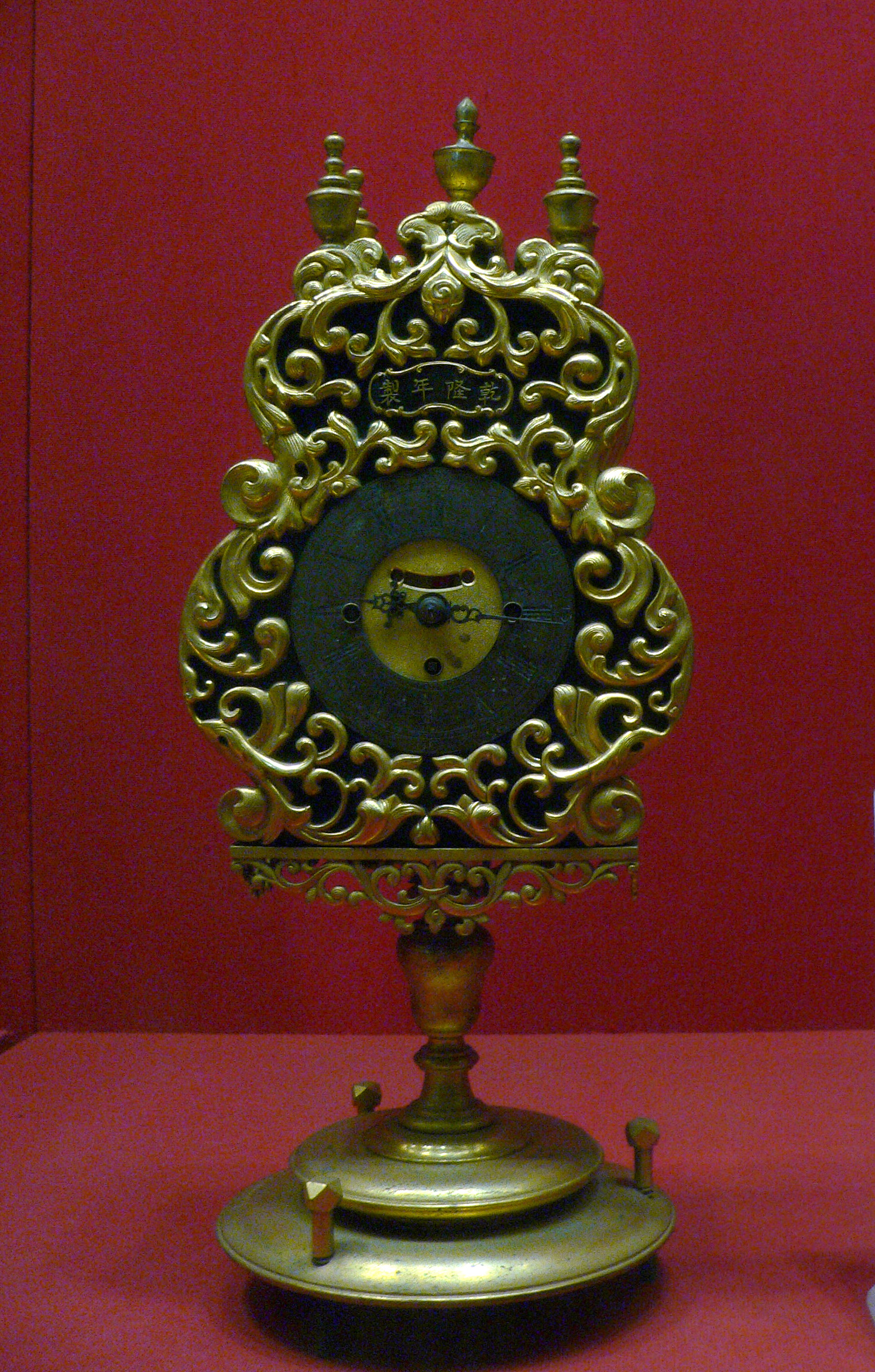
铜镀金冠架钟，清宫造办处制造，清乾隆，钟表馆陈列

  - 故宫博物院陶瓷馆：武英殿区（武英殿、敬思殿、凝道殿、焕章殿）
  - 故宫博物院古建筑馆：东华门（“古建筑设计意匠”专题展）、午门至东华门段城墙、东南角楼（“古建筑木结构”专题展）及銮仪卫旧址（“古建筑石作与保护”专题展）
  - 故宫博物院雕塑馆：慈宁宫、大佛堂（佛堂造像馆）、慈宁宫西庑（砖石画像馆、汉唐陶俑馆）、慈宁宫东庑（修德白石馆）
  - 故宫博物院捐献馆：景仁宫及后殿（常设展览为“捐献文物精品展”）
  - 故宫博物院青铜器馆：承乾宫及后殿、永和宫及同顺斋（永和宫后殿）
  - 故宫博物院玉器馆：钟粹宫及后殿
  - 故宫博物院金银器馆：景阳宫及御书房（景阳宫后殿）
  - 故宫博物院钟表馆：奉先殿及后殿
  - 故宫博物院武备馆：箭亭
  - 故宫博物院珍宝馆：宁寿宫区（皇极殿西庑房、部分东庑房、养性殿、乐寿堂、颐和轩）
  - 故宫博物院石鼓馆：宁寿宫
  - 故宫博物院戏曲馆：畅音阁、阅是楼
  - 故宫博物院院史馆：宝蕴楼
  - 故宫博物院数字馆：端门[27]
  - 故宫文化创意馆徽派传统工艺馆：保和殿东庑[28][29]
- 展厅：
  - 午门及东西雁翅楼展厅：午门及东西雁翅楼
  - 永寿宫展厅：永寿宫及后殿
  - 斋宫展厅：斋宫、诚肃殿[30]
  - 古陶瓷研究中心：延禧宫西配楼
  - 古书画研究中心：延禧宫东配楼
  - 神武门展厅：神武门
- 常设展览：
  - 营造之道——紫禁城建筑艺术展：东南角楼、銮仪卫、东华门
  - 清宫卤簿仪仗展：太和门西庑（暂闭）
  - 皇朝礼乐展：弘义阁（暂闭）
  - 天府永藏展：保和殿西庑及西北崇楼（已闭展）
  - 宫阙述往展：保和殿东庑（已闭展）
  - 清代军机处史料展：乾清门广场西北隅值房（军机处等用房）
  - 天子万年——清代万寿庆典展：乾清宫西庑
  - 龙凤呈祥——清帝大婚庆典展：乾清宫东庑
  - 皇家电话局展：绥福殿（储秀宫西配殿）
  - 溥仪生活展：丽景轩（储秀宫后殿）
  - 慈禧垂帘听政史料展：咸福宫及同道堂（咸福宫后殿）（暂闭）
  - 庆隆尊养——崇庆皇太后专题展：寿康宫东西庑展厅
  - 箭亭武备展：箭亭
  - 捐献文物精品展：景仁宫及后殿[31]
- 用于外事接待及学术研究的展览：
  - 漱芳斋及重华宫区域：陈列各类家具陈设及文物601件。
  - 倦勤斋：陈列各类家具陈设及文物56件。
  - 中正殿：陈列佛经、佛像、佛塔、唐卡、祭法器等佛教文物150件。[31]

紫禁城外的展馆有：
- 故宫博物院北院区
- 大高玄殿
- 稽查内务府御史衙门
- 故宫鼓浪屿外国文物馆（设在福建省厦门市鼓浪屿）
- 故宫博物院精品文物馆（设在北京奥林匹克塔）
- 香港故宫文化博物馆（合作展馆）

## 机构设置
- 院办公室
- 人事处
- 财务处
- 外事处
- 法律处
- 经营管理处
- 审计室
- 党委办公室
- 纪检监察办公室
- 工会办公室
- 离退人员服务处
- 文物管理处
- 科研处
- 书画部
- 器物部
- 宫廷部
- 文保科技部
- 展览部
- 资料信息部
- 图书馆
- 古建部（故宫世界遗产监测中心办公室）
- 宣传教育部（故宫国际博物馆协会培训中心办公室）
- 出版部（故宫书画教育中心）
- 修缮技艺部
- 故宫研究院
- 保卫处
- 开放管理处
- 工程管理处
- 行政处
- 基本建设办公室
- 北院区管理处
- 故宫文化服务中心
- 故宫出版社[32]
- 故宫学院

## 历任领导

### 民国北洋时期
清室善后委员会（1924年11月20日－1926年4月5日）
- 委员长：李煜瀛（1924年11月20日－1926年4月5日）
- 委员：汪精卫（易培基代）　蔡元培（蒋梦麟代）　鹿钟麟　张璧　范源濂　俞同奎　陈垣　沈兼士　葛文濬　绍英　载润　耆龄　宝熙　罗振玉（绍英以下为清室代表）

故宫博物院临时董事会（1925年9月29日－1927年10月21日）
- 董事：严修　卢永祥　蔡元培　熊希龄　张学良　张璧　庄蕴宽　鹿钟麟　许世英　梁士诒　薛笃弼　黄郛　范源濂　胡若愚　吴敬恒　李祖绅　李仲三　汪大燮　王正廷　于右任　李煜瀛

故宫博物院临时理事会（1925年9月29日－1927年10月21日）
- 理事：李煜瀛　黄郛　鹿钟麟　易培基　陈垣　张继　马衡　沈兼士　袁同礼

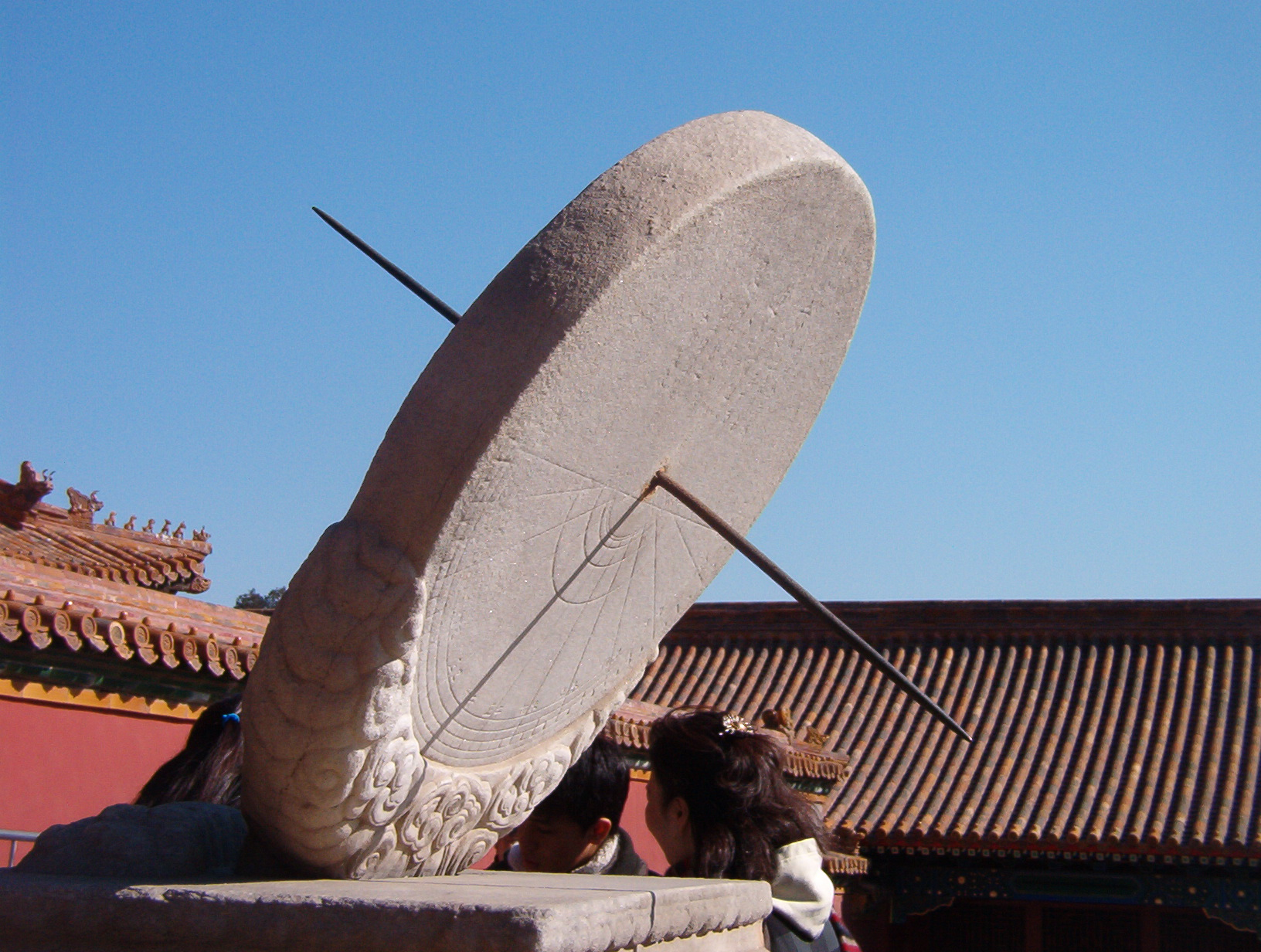
日晷

故宫博物院维持员（1926年4月5日－1926年12月9日）
- 卢永祥　庄蕴宽

故宫博物院维持会（1926年12月9日－1927年10月21日）
- 会长：江瀚
- 副会长：
  - 王宠惠（1926年12月9日－1927年4月10日）
  - 庄蕴宽　叶恭绰（1927年4月10日－1927年10月21日）

故宫博物院管理委员会（1927年9月20日－1928年6月21日）
- 委员长：王士珍
- 副委员长：王式通　袁金铠

### 民国南京时期
接收北平故宫博物院委员（1928年6月18日－1928年10月8日）
- 易培基（由马衡　沈兼士　俞同奎　萧瑜　吴瀛代）

故宫博物院理事会（1928年10月8日－1949年2月19日）
故宫博物院第一届理事会（1928年10月8日－1933年7月22日）
- 故宫博物院理事共37人
  - 1928年10月国民政府任命故宫博物院理事27人：李煜瀛　易培基　黄郛　鹿钟麟　于右任　蔡元培　汪精卫　江瀚　薛笃弼　庄蕴宽　吴敬恒　谭延闓　  李烈钧　张静江　蒋介石　宋子文　冯玉祥　阎锡山　柯劭忞　何应钦　戴传贤　张继　马福祥　胡汉民　班禅额尔德尼　恩克巴图　赵戴文
  - 由理事会推举理事10人：马衡、沈兼士、俞同奎、陈垣、李宗侗、张学良、胡若愚、熊希龄、张璧、王宠惠
- 理事长：李煜瀛
- 院长：易培基（1928年10月8日－1933年7月22日）

国立北平故宫博物院第二届理事会（1933年7月22日－1934年4月4日）
- 理事长：张静江
- 代理院长：马衡 （1933年7月22日－1934年5月7日）

国立北平故宫博物院第三届理事会（1934年4月4日－1936年5月26日）
- 理事长：蔡元培
- 院长：马衡 （1934年5月7日－1952年5月22日）

国立北平故宫博物院第四届理事会（1936年5月26日－1949年2月19日）
- （不设理事长）

### 共和国时期
故宫博物院
- 院长：马衡 （1949年2月19日－1952年5月22日）

故宫博物院临时办事处（1952年5月－1953年）
- 主任：裴文中（1952年5月－1953年）

故宫博物院
| - 院长 - 吴仲超（1954年1月－1984年10月，副部长级） - 彭炎 （1980年－1982年12月，第一副院长主持院务） - 许里（1983年－1984年4月，负责人主持院务） - 于坚（1984年4月－1987年6月，副院长主持院务） - 张忠培（1987年6月－1991年9月，副部长级） - 吕济民（1991年9月19日－1993年11月，代理院长） - 郑欣淼（2002年9月－2012年1月，兼故宫博物院党委书记，副部长级） - 单霁翔（2012年1月－2019年4月，副部长级） - 王旭东（2019年4月－，副部长级） - 第一副院长 - 彭炎 （1975年10月－1982年12月，1980年接替吴仲超主持院务） - 常务副院长 - 李季（2003年9月－2013年5月） - 王亚民（2014年1月－） - 副院长 - 陈乔（1953年1月—1959年3月） - 李洁（1959年3月—1981年6月） - 唐兰（1961年3月—1979年1月） - 单士元（1961年2月—1984年10月） - 陈肇（1972年5月—1981年12月） - 田耕（1972年5月—1981年4月） - 杨树生（1974年10月—1979年3月） - 肖正文（1978年4月—1984年10月） - 孙觉（1978年4月—1984年10月） - 杨伯达（1980年10月—1987年6月） - 于坚（1984年4月—1987年6月，接替许里主持院务） - 王树卿（1984年8月—1998年7月） - 魏文藻（1987年9月—1997年10月） - 杨新（1987年9月—2000年12月） - 裴焕禄（1991年11月—2002年4月，党委书记兼副院长） - 谭斌（1997年10月—2003年9月，党委书记兼副院长） - 朱诚如（1998年9月—2003年7月，副院长兼党委副书记） - 谢方开（2002年4月—2007年4月） - 肖燕翼（2002年4月—2007年4月） - 张之铸（1997年10月—2008年2月，党委副书记兼纪委书记、副院长） - 晋宏逵（2002年4月—2008年12月） - 段勇（2007年4月—2010年5月） - 李文儒（2003年7月—2012年6月） - 纪天斌（2002年4月—，2013年2月起党委书记兼副院长） - 王亚民（2007年4月—2014年1月） - 陈丽华（2007年4月—2014年1月） - 宋纪蓉（2010年6月—） - 冯乃恩（2012年6月—） - 娄玮（2014年1月—） - 负责人 - 吕少泉（1981年7月－1985年4月） - 许里（1981年12月－1984年4月，1983年接替彭炎主持院务） - 顾问 - 单士元（1984年10月－1998年5月） - 秘书长 - 魏文藻（1984年12月－1987年9月） | - 党委书记 - 裴焕禄（1991年10月－2002年4月，1991年11月兼副院长） - 谭斌（1997年10月－2003年9月，党委书记兼副院长） - 郑欣淼（2003年9月－2012年1月，院长兼党委书记） - 纪天斌（2013年2月－，党委书记兼副院长） - 党委副书记 - 魏文藻（1989年1月－1997年10月） - 朱诚如（1998年9月－2003年7月，副院长兼党委副书记） - 张之铸（1997年10月－2008年2月，党委副书记兼纪委书记、副院长） |

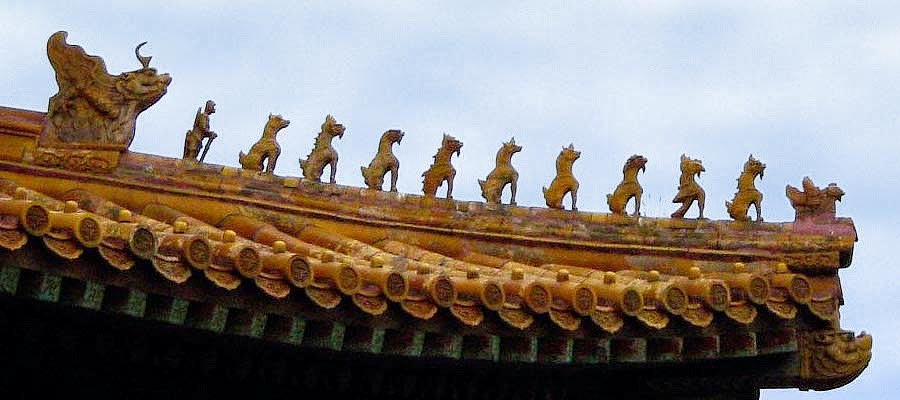
太和殿垂脊小兽

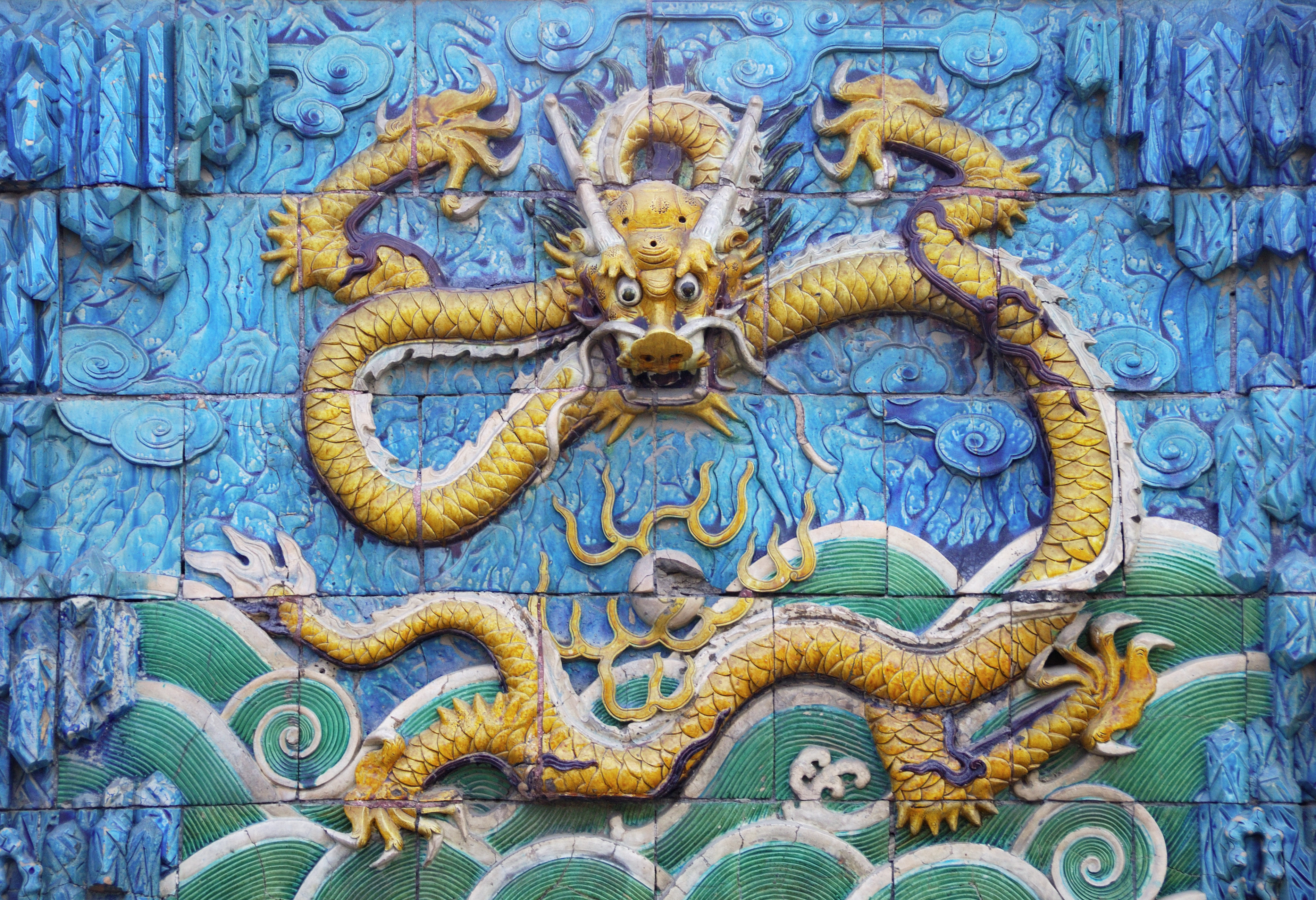
九龙壁局部，宁寿宫区

## 相关影视作品
- 国宝奇旅
- 上新了故宮（綜藝）
- 上新了故宮2（綜藝）